# La frontiera nascosta
La frontiera nascosta (The Hidden Frontier) è un classico dell'etnografia delle Alpi scritto da John W. Cole e Eric R. Wolf, pubblicato nel 1974. È considerato uno studio pionieristico per le scienze demo-etno-antropologiche.

## Contenuto
Dal 1961 al 1969 gli autori hanno svolto una ricerca sul campo in due villaggi alpini dell'Alta Val di Non, San Felice (St. Felix) e Tret (frazione di Fondo). La scelta di svolgere lo studio in queste località è dovuta al fatto che, nonostante le stesse condizioni ambientali, esistevano notevoli differenze culturali e linguistiche: a Tret si parla italiano (e noneso, dialetto romanzo della val di Non), mentre a San Felice si parla tedesco.
Il confronto tra le due località ha mostrato un confine culturale chiaro: il villaggio tedesco di San Felice ha la caratteristica struttura di un insediamento disperso, mentre Tret è organizzato in un nucleo abitato.
Gli autori tracciano la storia del Tirolo analizzando l'economia rurale, i suoi abitanti e la loro cultura a partire dall'Alto Medioevo. L'opera di Cole e Wolf raccoglie studi sui meccanismi di eredità, sull'organizzazione delle risorse del paese, sulle relazioni sociali ed economiche di queste due comunità alpine.

## Edizioni
Edizione originale
- John W. Cole e Eric R. Wolf, The Hidden Frontier. Ecology and Ethnicity in an Alpine Valley, New York - Londra, Academic Press, 1974.

1ª edizione in italiano
- John W. Cole e Eric R. Wolf, La frontiera nascosta. Ecologia e etnicità fra Trentino e Sudtirolo, San Michele all'Adige, Museo degli usi e costumi della gente trentina, 1993.

2ª edizione in italiano
- John W. Cole e Eric R. Wolf, La frontiera nascosta. Ecologia e etnicità fra Trentino e Sudtirolo, Roma, La Nuova Italia Scientifica, 1994, ISBN 88-430-0138-8.